# Chelonus decorus
Chelonus decorus är en stekelart som beskrevs av Marshall 1885. Chelonus decorus ingår i släktet Chelonus och familjen bracksteklar.

## Underarter
Arten delas in i följande underarter:
- C. d. clavipes
- C. d. szepligetii